# خوان كارلوس بيريز لوبيز (لاعب كرة قدم)
خوان كارلوس بيريز لوبيز (بالإسبانية: Juankar)‏ (و. 1990  م) هو لاعب كرة قدم، من إسبانيا، ولد في مدريد، يلعب كلاعب وسط.

## روابط خارجية
- خوان كارلوس بيريز لوبيز على موقع الاتحاد الأوربي (الإنجليزية)
- خوان كارلوس بيريز لوبيز على موقع قاعدة بيانات كرة القدم.إي يو (الإنجليزية)
- خوان كارلوس بيريز لوبيز على موقع ليكيب (الفرنسية)
- خوان كارلوس بيريز لوبيز على موقع Soccerbase.com (لاعب) (الإنجليزية)
- خوان كارلوس بيريز لوبيز على موقع Soccerway.com (الإنجليزية)
- خوان كارلوس بيريز لوبيز على موقع عالم كرة القدم.نت (الإنجليزية)
- خوان كارلوس بيريز لوبيز على موقع AS.com (الإسبانية)